# إنغه الأكبر
إنغه الأكبر (بالسويدية: Inge Stenkilsson، بالشمالية القديمة: Ingi Steinkelsson) كان ملكاً للسويد، توفي حوالي 1105-1110. كان يُطلق عليه أيضاً في الأدب الإنجليزي إنغولد (Ingold). من المعروف أنه قاد تمرداً؛ ولكن كانت فترة حكمه ناجحة لأكثر من عقدين من الزمن، في حين لا توفر المصادر فرصةً لرسم صورةٍ كاملة عن مدة مُلكه. يبرز كشخصٍ كرس نفسه للنصرانية وهو الذي أسس أول دير في السويد وتصرف بقسوة ضد الممارسات الوثنية. كانت المملكة لا تزال غير مستقرة قائمةً على تحالفات النبلاء، وكانت قاعدة قوة إنغه في فستريوتلاند وأوستريوتلاند. أحد السجلات المبكرة التي تذكر عهده تعرفه بـ«رِكس غوتوروم» (أي ملك الغيت).

## سيرته
إنغه هو ابن الملك السويدي السابق ستنكيل وأميرة سويدية. على الارجح أن إنغه شارك حكم المملكة مع أخيه هالستن ستنكيلسون؛, ولكن القليل ما هو معروف ومؤكد عن عهد إنغه. وفقاً للمؤرخ الإخباري المعاصر آدم البريمني تُوفي الملك السابق إنغه وقُتل ملكين يُدعيان إريك، ثم استدعيَ أنوند غوردسكه من روس الكييفية؛ لكنه رفض ذلك يرفض تقديم القربان في معبد أوبسالا. تقترح فرضيات أن أنوند وإنغه اسمان لشخصٍ واحد؛ بسبب وجود مصادر عديدة تذكر إنغه أنه نصراني متقد. كل ما يمكن قوله هو أن هوكان الأحمر حكم حوالي سنة 1075 وأنه تم تنصيب إنغه في ظروفٍ مجهولة قبل فترةٍ قصيرة من سنة 1080.
دُعي إنغه بلقب «ملك السويديين» في رسالةٍ موجهةٍ له من البابا غريغوري السابع؛ لكن في رسالةٍ أخرى لاحقة يرجع تاريخها على الأرجح إلى سنة 1080، وكانت الرسالة موجهة إلى إنغه وملكٍ آخر «أ» (إما أخيه هالستن أو هوكان الأحمر)، دعيا في تلك الرسالة بملكي الغيت الغربيين. هذا الاختلاف يعكس تغيراً غير مؤكد في الإقليم؛ لأن الرسالتين تركزان على نشر النصرانية في إسكندنافيا وإرسال العشور إلى البابا.

### صعود بلوت-سوين وإبعاد إنغه
ربما في أوائل عقد 1080 أجبر السويديون إنغه على التنازل عن العرش؛ لأنه لم يحترم التقاليد القديمة ولأنه أنكر طقوس البلوت (القربان/الأضحية) الوثنية. وهكذا انتخب بلوت-سوين (سوين المضحي) ملكاً. تصف ملحمة هيرفارار صعود سوين، والتنازل عن العرش ونفيه إلى فستريوتلاند:
«كان لدى ستنكيل ابن يُدعى إنغي (Ingi)، الذي أصبح ملك السويد بعد هاكون (Haakon). كان إنغي ملكاً للسويد لمدةٍ طويلة، وكان محبوباً ونصرانياً جيداً. حاول أن يُنهي الأضحيات الوثنية في السويد، وأمر كل الشعب أن يقبل النصرانية؛ لكن السويديين تمسكوا بمعتقداتهم القديمة. تزوج الملك إنغي إمرأةً تُدعى مير (Mær) والتي كان لديها أخٌ يُدعى سفين (Svein). كان الملك إنغي يحبُ سفن أكثر من أي رجلٍ آخر، و هكذا أصبح سفن أعظم رجلٍ في السويد. اعتبر السويديون أن إنغي كان ينتهك قانون الأرض القديم عندما استثنى أشياءاً عديدة كان والده ستينكيل (Steinkel) قد سمح بها، وفي مجلسٍ عُقد بين السويديين والملك إنغي، عرضوا عليه خيارين، إما أن يتبع النظام القديم، أو يتنحى. ثم تحدث الملك إنغي وقال أنه لن يترك الإيمان الحقيقي، عندئذٍ علا صوت السوديين و رشقوه بالحجارة، وساقوه خارج المجلس. [...] ثم اقتادوا الملك إنغي بعيداً، وذهبَ إلى فستريوتلاند. كان سفن المضحي ملكاً للسويد لثلاث سنوات.»
ولكن بعد ثلاثة أشتية عادَ إنغه ليقتل بلوت-سوين ويستعيد العرش:
«انطلق الملك إنغي مع حاشته وبعض أتباعه، على الرغم من كونها قوة صغيرة. ثم توجه شرقاً بالقرب من سمولاند ودخل أوستريوتلاند ثم دخل السويد. بقي راكباً على حصانه ليومٍ و ليلة، و جاء فجأةً على سفن في الصباح الباكر، ألقوا القبض عليه في منزله وأضرموا النار فيه وأحرقوا الرجال الذين كانوا في داخله. كان هنالك بارون يُدعى تيوف/ثيوف (Thjof) احترق في الداخل. كان أحد حاشية سفين المضحي. سفن نفسه غادر المنزل؛ ولكنه قُتل على الفور. وهكذا استعاد إنغي مملكة السويد مرةً أخرى، وأعاد توطيد النصرانية وحكم المملكة حتى نهاية حياته، عندما توفي على سريره.»
قصةٌ أخرى تظهر في ملحة أوركنيينغا؛ ولكن في هذا الوصف يبقى سفن في داخل المنزل ويحترق حتى الموت:
«كانت النصرانيةُ حديثة العهد في السويد، وتوجه كثيرٌ من الرجال إلى حرفة السحر في ذلك الزمان، فكانوا يعتقدون أنه من خلالها سيصبحون حكماء وسيعرفون أشياء عديدة التي لم كان لم يحن وقت قدومها. كان الملكُ إنغي نصرانياً ومتعمقاً بها، وكل السحرة كانوا كريهين بالنسبة له. تولى جهوداً كبيرة لاقتلاع تلك الطرق الشريرة من جذورها والتي انتهت منذ فترةٍ طويلة إلى جانب الوثنية؛ لكن ملاك الأراضي و الإقطاعيين اعتبروا ذلك سيئاً أن يجدوا عاداتهم السيئة أصبحت معيبة. وصل الأمر أن يختار الرجال الأحرار ملكاً آخر، وهو سوين أخو الملكة والذي كان لا يزال متمسكاً بأضحياته/قرابينه للأصنام و كان يُدعى المضحي-سوين. اجبر الملك إنغي على أن يترك الأرض و يرحل إلى فيستريوتلاند؛ لكن في نهاية الأمر استولى الملك إنغي على المنزل وأحرق سوين في داخله. وبعد ذلك جعل كل الدولة تحت أمره. ثم بعد ذلك استمر في استئصال العديدة من العادات السيئة.»